# Aedes sierrensis
Aedes sierrensis é um espécie de mosquito do Género Aedes, pertencente à família Culicidae.